# Jean Effel
Jean Effel (eredetileg François Lejeune) (Párizs, 1908. február 12. – Párizs, 1982. október 16.) francia grafikus, karikaturista és újságíró.
Önmagát újságíró és politikai kommentátorként határozta meg. Álneve valódi nevének monogramja volt: F.L.

## Pályafutása
Apja kereskedő, anyja némettanár volt. Művészeti, zenei és filozófiai tanulmányokat folytatott Párizsban, majd Angliában tartózkodott egy ideig, sőt szolgált a huszároknál is. Apja kifejezett kívánsága ellenére a hivatásos művészi pályát választotta. Festőművészi és dramaturgi ambíciói meghiúsulása után grafikáit, karikatúráit különböző francia lapokban, főként a L’Humanité-ben kezdte el közölni, melyekkel akkora sikert aratott, hogy hamarosan ő lett az egyik legkeresettebb illusztrátor Franciaországban. Részt vett La Fontaine állatmeséinek illusztrálásában, tagja volt 1933 és 1949 között a nagy múltú Le Canard enchaîné című szatirikus politikai lap, valamint több képregény-sorozat (Les Amours célèbres, Le crime ne paie pas) alkotói gárdájának. Főként baloldali lapok munkatársa volt. Az Action, a Messidor, 1936-tól 1965-ig a L’Humanité, 1944-től 1965-ig a Les Lettres françaises, 1948-tól 1980-ig a L’Humanité- Dimancheés, 1970-től 1981-ig a La Vie ouvrière foglalkoztatta sokat. Publikált a France-Soir (1944-1975) és a L’Express (1957-1965) hasábjain csakúgy, mint a Le Rire, a Marianne, a L'Os à moelle újságokban.
Készített közéleti és humoros rajzokat, könyvillusztrációkat, munkatársa volt különböző újságoknak, kiadott szatirikus vagy egyéni humorát, látásmódját tükröző albumokat. Legjelentősebb munkája A Világ teremtése című, 5 ciklusból álló sorozata, valamint az 1935-ben megjelent, antifasiszta karikatúráit is tartalmazó Amikor az állatok beszéltek című rajzalbuma. Az ember teremtése című album 1. része 200 példányban, 1952-ben jelent meg Jean Cocteau bevezetőjével, majd 1953-ban a 2. rész ugyancsak 200 példányban Jacques Prévert szövegével.
Több mint 5000 rajza és 15 nyelvre lefordított 170 albuma van.
A hidegháború kezdetén, a Francia Kommunista Párt tagjaként Pierre Mendès France miniszterelnöksége előtt sztálini propagandát fejtett ki.
A sztálini Szovjetunióban több ízben tett látogatást (1935-ben, 1946-ban és 1949-ben).
Közeli kapcsolatai voltak Csehszlovákiában és sokáig volt elnöke a Francia-Cseh Baráti Társaságnak.
1982-ben, Párizsban halt meg, sírja a Calvados megyei Honfleurben van.
Carvin-ben (Pas-de-Calais megye) a tiszteletére elnevezett Jean Effel Kulturális Centrum kiállításai, könyvtára, színháza, zenei, szobrászati, festészeti rendezvényei őrzik emlékezetét.
Álneve: F.L., szignója a Jean Effel rajzos kombinációja, és a csaknem minden rajzán megjelenő margaréta virág voltak.

## Díjai
- 1953 – Béke Világtanács aranyérme
- 1968 – Lenin-díj

## Műveiből
- Brèves rencontres (Meghatározó találkozások). Editions Cercle d'Art. Paris. 1974
- Turelune le Cornepipeux – tündérmese, 1944
- La Création du monde. Le ciel et la terre (A világ teremtése. Az Ég és a Föld)
- La Création du monde. Les plantes et les animaux (A világ teremtése. A növények és az állatok.)
- La Création du monde. L'homme (A világ teremtése. Az ember.)
- La Création du monde. La femme (A világ teremtése. Az asszony.)

## Film
- A Világ teremtése (Stvorení sveta). Színes, csehszlovák-francia rajzfilm, 80 perc, 1962. (Író: Jean Effel. Rendező: Eduard Hofman. Operatőr: Zdena Hajdova. Díszlettervező: Gerard Coher).

## Magyarul
- Ádám és Éva; ford. Bartócz Ilona, Boldizsár Iván; Magvető, Bp., 1956
- Az ember teremtése; ford. Bartócz Ilona, Boldizsár Iván, bev. Örkény István; Magvető, Bp., 1956
- A kis angyal. Rajzsorozat; ford., sajtó alá rend. Biró Lívia; Kisipari Szövetkezeti Kiadó, Bp., 1957, 46 oldal
- Mark Twain: Ádám és Éva naplója; ford. Thaly Tibor, ill. Jean Effel; Európa, Bp., 1957
- Amikor az állatok beszéltek; ford., sajtó alá rend. Bíró Lívia, bev. Kassovitz Félix; Magyar Helikon, Bp., 1957
- Állatmesék. (Szerző: Jean de La Fontaine | La Fontaine ). Fordította Áprily Lajos és többen, válogatta és jegyzetekkel ellátta Biró Livia, illusztrálta Jean Effel. Budapest, Magyar Helikon, 1957, (!1958), Budapest, 151 oldal
- Philippe-Jean Hesse: Noé (Biblia) | Noé bárkájában. Fordította Hegedüs Zoltán. Illusztrálta Jean Effel. Budapest, Bibliotheca, 1958. 58 oldal
- Ádám és Éva regénye. Válogatta Alexander Kunoši, a szövegét fordította Kolozsvári Grandpierre Emil . Budapest, Gondolat, Bratislava, Politikai Kiadó, 1963. Kassa, Pravda Ny., 142 lap
- A tücsök és a hangya. Jean de La Fontaine | La Fontaine meséje, Jean Effel rajzaival. Rónay György feldolgozása. Budapest, Móra Könyvkiadó | Móra, 1977, 3. bőv. kiad. 1993
- A világ teremtése (A La création du monde, Le ciel, La terre, Les eaux c. kötetek alapján) Budapest, Magvető Könyvkiadó | Magvető, 1958.
- Képes francia történelem, a Népfronttól napjainkig. Szöveget írta René Andrieu, a karikatúrákat rajzolta Jean Effel. Fordította Dániel Anna. Budapest, Gondolat, 1971. 249 oldal (Építésügyi Minőségellenőrző Intézet kiadványsorozata)
- Húsvéti ajándék; szerk. Cseke Gábor, Román Győző, Koncz Géza; a könyv anyagát Jean Effel et al. rajzai, felvételei illusztrálják; Romániai magyar szó, Bukarest 1990 (RMSZ zsebkönyvek)
- Mark Twain: Ádám és Éva naplója. Jean Effel rajzaival. Budapest, Officina Nova, 1992, 1994, 1995
- Az ember teremtése, (szöveg és rajz). Bartócz Ilona és Boldizsár Iván fordításában, Örkény István előszavával. Budapest, Móra, 1994 Budapest, Athenaeum 98 oldal
- Amikor az állatok beszéltek. Fordította Bíró Lívia. Budapest, Xénion, 1997 (Kalocsa), Kaloprint. 80 oldal, ill., 13x17 cm
- Éva teremtése. Jean Effel nyomán a verseket írta Vörös Zsófia. Budapest, Képzőművészeti Kiadó, 2004. 72 oldal, ill., 21 cm
- Ádám teremtése. Jean Effel nyomán a verseket írta Vörös Zsófia. Budapest, Képzőművészeti Kiadó, 2004. 72 oldal, illusztrált ISBN 9789633369661

## Kapcsolódó szócikk
- Vallásparódia